# MechWarrior Tactics
MechWarrior Tactics è un videogioco per browser, strategico a turni e multiplayer (con visuale isometrica), in sviluppo presso le software house Roadhouse Interactive, A.C.R.O.N.Y.M. Games e Blue Lizard Games; sarà pubblicato, con la formula del free to play, da Infinite Game Publishing e verrà compilato mediante lo strumento di authoring Unity, per la piattaforma PC Windows.
MechWarrior Tactics, attualmente in fase di closed beta (un collaudo via web reso disponibile ad un ristretto numero di giocatori), è una sorta di versione online, del gioco da tavolo BattleTech, dell'editore FASA, in cui si è al comando di un'unità di mech.
Il gioco usufruisce dell'accordo precedentemente siglato dal publisher Infinite Game Publishing, con Microsoft, per disporre dei diritti sul franchising della serie MechWarrior e impiegarli nella programmazione del titolo MechWarrior Online.

## Trama
L'ambientazione generale è quella di BattleTech, dove l'umanità ha colonizzato una larga porzione di Via Lattea, poi suddivisa in Stati interstellari controllati da dinastie nobiliari guerrafondaie. In conseguenza di ciò, la galassia è divenuta teatro di ostilità interminabili. I mech detti BattleMech, macchine imponenti e avanzate, in genere antropomorfe, condotte da un'élite di piloti chiamati MechWarrior, sono determinanti sui campi di battaglia.
MechWarrior Tactics è ambientato nell'anno 3025, al termine della Terza Guerra di Successione combattuta fra le nazioni interstellari della Inner Sphere.

## Modalità di gioco
Il gioco mette due giocatori uno contro l'altro in una partita online a turni. La competizione si svolge in una prospettiva di tipo isometrico, su di una mappa contrassegnata da una scacchiera, una griglia di mattonelle esagonali sulla quale schierare le proprie unità. Ogni giocatore ha il controllo di quattro mech, ai quali impartisce ordini di movimento e combattimento. Spostando il mech sopra o in prossimità di alcuni esagoni rappresentanti ostacoli come scogliere, corsi d'acqua, aree boschive o collinari, ecc., si avranno impedimenti o coperture: in quest'ottica, le manovre sono di fatto un aspetto piuttosto rilevante di MechWarrior Tactics.

Nel combattimento, va tenuto debito conto dell'importanza di colpire alcune specifiche parti delle unità (stabilite come vitali), oltre che al surriscaldamento di armi e mezzi, conseguenza dell'apertura di fuoco.
Una volta che ciascun giocatore ha terminato d'impartire gli ordini alle proprie unità, il gioco realizza in automatico le mosse preventivate e mostra i risultati ottenuti. La partita continua fino a quando un giocatore perde tutti i propri mech.

### Collezionare, personalizzare e conquistare
(Motto del gioco.)
La meccanica di gioco di MechWarrior Tactics si concentra, su collezionare, personalizzare e conquistare. La fase di collezione, ha inizio con l'iscrizione ai server del gioco: nello specifico, si utilizzano carte collezionabili per rappresentare le risorse impiegate nell'equipaggiare i mech e per scegliere piloti. È possibile raccogliere tali carte attraverso "buste virtuali", dal contenuto casuale, chiamate STACs (ovvero: Surplus Technology/Armor Containers), di quattro tipologie differenti per pregio, Bronze, Silver, Gold, Platinum, che possono essere guadagnate in combattimento o acquistate in moneta reale. Al giocatore non è concesso scegliere direttamente armi e tecnologie, se non attraverso le buste STACs, dal contenuto assortito. A ogni carta viene assegnato uno specifico valore, detto Combat Value, influenzato, in modo diretto, dall'aggiunta o rimozione delle stesse.
Per quanto concerne la personalizzazione, il giocatore (il quale impersona il comandante di un'unità mercenaria formata da quattro gregari) deve stabilire quali mech includere nel proprio gruppo, oltre agli armamenti da adottare. Va tenuto presente che ogni arma (anche se di medesima classe e modello) ha differenti statistiche ad essa associate, in base al produttore industriale che la fabbrica. È inoltre necessario assegnare piloti alla guida dei mech, ognuno dei quali ha distintive caratteristiche che andranno ad influenzare le partite.
Nel corso del gioco, la fase di conquista si realizza con la pratica dei turni asincroni (i quali vengono visualizzati con una breve sequenza d'azione e inquadrature dinamiche controllate dal motore grafico), dove ogni comandante impartisce alla propria unità, disposizioni di spostamento e di battaglia.
I giocatori hanno l'opportunità di accedere agli incontri, invitando a partecipare i propri conoscenti, o scegliendo di sfidare avversari casuali.
È possibile, mediante instant replay, rivedere le partite e condividere i video delle sessioni di gioco, per mezzo di social network come Friendster e Facebook e il sito web YouTube.

### Mech Bay
La "Mech Bay" è l'interfaccia di gioco all'interno della quale si rende possibile la personalizzazione dei BattleMech; tale caratterizzazione, consiste nella selezione del telaio, la scelta e il posizionamento dell'armamento, l'equipaggiamento elettronico, lo spessore della corazza, i dissipatori di calore, la mimetizzazione, la semplice aggiunta di decalcomanie, ecc., tenendo presente lo spazio libero e il "tonnellaggio massimo" di ciascun mech e il numero e le dimensioni dei punti di fissaggio (chiamati "Crit Slot", abbreviazione di critical slot) richiesti da armi e dotazioni.
La Mech Bay è il centro ove gestire il Combat Value dei singoli mech e quello complessivo della propria unità.

## Sviluppo
Il progetto MechWarrior Tactics, è stato ufficialmente reso noto, per mezzo di un comunicato stampa, il 21 febbraio 2012 e a marzo, è stato presentato al Game Developers Conference 2012.
Il 9 gennaio del 2013, Roadhouse Interactive e l'editore Infinite Game Publishing hanno annunciato il lancio della closed beta di MechWarrior Tactics, in pratica un beta testing "chiuso".
Il 30 luglio 2013, Kelly Zmak, presidente di Infinite Game Publishing, ha annunciato che, allo sviluppo del gioco, Roadhouse Interactive e A.C.R.O.N.Y.M. Games, sono state affiancate dallo sviluppatore sudamericano Blue Lizard Games.
Il gioco entrerà in fase di open beta (periodo di test accessibile a chiunque), entro la fine del 2013.

## Modalità di pagamento
In MechWarrior Tactics (gioco di tipo free to play) i partecipanti, al completamento delle sessioni di gioco, ricevono in premio una valuta virtuale (concepita dagli sviluppatori) chiamata Scrap. Tale moneta, viene spesa per personalizzare la propria unità, acquistando la maggior parte degli elementi contenuti nelle buste STACs, ad eccezione degli oggetti esclusivi.
La moneta C-Bills (abbreviazione di ComStar bill, unità monetaria dell'universo immaginario BattleTech), è una valuta virtuale e opzionale che i giocatori scambiano con micro-transazioni di denaro reale, per spenderla verso ogni risorsa di personalizzazione racchiusa nelle STACs ("sbloccando" anche i contenuti esclusivi, non acquistabili in moneta di tipo Scrap).

## Accesso al beta testing
La sottoscrizione all'iniziativa Founder's Program (promozione annunciata il 9 gennaio 2013 e resa disponibile solo per il Nord America), offre, dietro pagamento, l'accesso alla prima fase beta del gioco (una closed beta, per la precisione) e mette a disposizione dei partecipanti, tre "pacchetti pre-ordine" distinti, fra cui optare (il Veteran Founder's Package, l'Elite Founder's Package e il Legendary Founder's Package), assegnando loro vantaggi riservati (come un abbonamento Premium, bonus in valuta C-Bills, esclusive varianti di mech, un più rapido guadagno sia di valuta Scrab, che di punti esperienza, particolari decalcomanie e via dicendo).
Accedendo al Founder's Program, il giocatore prendere parte al gioco, nelle vesti di comandante del 7° Kommando, unità speciale in organico presso la compagnia mercenaria dei Wolf’s Dragoons.